# Староросійська мова
Староросійська (заст. великороська) мова (староросійський, або великоросійський період) — російська мова XIV-XVII століть з часу поділу давньоруської мови на самостійні російську, білоруську та українську мови до петровських реформ. Термін староросійський застосовується переважно до одиниць мови (слів) для визначення їх віку або часу письмової фіксації.

## Контекст
В історії російської мови виділяється три основні періоди: давньоруський, загальний для російської, білоруської та української мов (VI—XIV століть), староросійська або великоросійська (XIV—XVII століть) та період національної російської мови (з середини XVII століття).

## Лінгвістична характеристика
У цей період починають формуватися фонетична, морфологічна та синтаксична системи, близькі системам сучасної російської мови, відбуваються такі мовні зміни, як:
- зміна е в о після м'яких приголосних перед твердими: [н’ес] > [н’ос];
- остаточне формування системи опозиції твердих / м'яких і глухих / дзвінких приголосних;
- заміна приголосних ц, з, с в формах відмінювання на к, г, х (рукѣ, ногѣ, сохѣ замість руцѣ, нозѣ, сосѣ); в українській та білоруській мовах такі чергування зберігаються: укр. на руці, на нозі; біл. на руцэ, на назе;
- втрата категорії двоїни;
- втрата форми кличного відмінка, що стала замінятись формою називного відмінка (брат!, сын!), кличний відмінок зберігся в українській мові і частково в білоруській: укр. брате!, сыну!; бел. браце!;
- поява та широке розповсюдження флексії -а у іменникіх в формі називного відмінка множини (города, дома, учителя) при її відсутності в подібних формах в українській та білоруській: укр. доми, вчителі; бел. гарады, дамы, вучыцелі;
- уніфікація типів відмінювання;
- зміна прикмнетникових закінчень [-ыи̯], [-ии̯] в [-ои̯], [-еи̯] (простый, сам третий зміняються в простой, сам трете́й);
- поява форм наказового способу з к, г замість ц, з (пеки замість пеци, помоги замість помози) і на -ите замість -ѣте (несите замість несѣте);
- закріплення в живій мові одної форми минулого часу у дієслів — дієприкмнетника на -л, що входив до складу форм перфекта;
- поява загальних для російської мови слів, як крестьянин, мельник, пашня, деревня і багато інших.

### Додаткова література
- Словник повсякденної російської Московської Русі XVI—XVII ст.